# Egeres vára
Egeres várkastélyának romjai Egeres faluban találhatók, a mai Romániában Kolozs megyében, Kalotaszeg vidékének É-i részén, a Nádas patak mentén. A várrom a romániai műemlékek jegyzékében a CJ-II-m-B-07511 sorszámon szerepel.

## Története
Az egykor Kolozs vármegyéhez tartozó Egeres falu a középkorban a kolozsmonostori bencés apátság birtokában volt. A bencés apátság javainak szekularizációját követően, előbb az almási vár birtokába jutott, majd 1533-ban Szapolyai János király Apafi Miklósnak adományozta a falut. 1570 körül került Bocskai István fejedelem apjának, Bocskai Györgynek a birtokába. A kapu 1572-es, címerrel ellátott felirata szerint az ő nevéhez fűződik a várkastély építésének megkezdése. Az építkezések többnyire különböző műhelyekhez tartozó kolozsvári mesteremberek részvételével folytak. 1594-ben Báthory Zsigmond erdélyi fejedelem Csáky Istvánnak adományozta, majd Bocskai István szerezte meg, aki 1606-ban Bánffy Lászlóra és a Haller családra hagyta végrendeletében.
A XVII. században a Gyulaffi család birtokolta. Nagyvárad elfoglalása után az erdélyi országgyűlés kivizsgálást rendelt el, hogy megállapítsák a kastély átalakítható-e végvárrá. Erődítési rendszere és fekvése azonban ennek az igénynek nem felelt meg, ezért a térség  végvári szerepét Sebesvár vette át.
A XVIII.-XX. században számos család birtokolta. Utolsó tulajdonosa Fekete János volt, aki a bányamunkások számára bérlakásokat alakíttatott ki benne. Az 1900-as évek óta fokozatosan romló állagú épület 1948-ig lakott volt.
Az egykoron Kalotaszeg vidékének egyik legszebb reneszánsz épülete napjainkra nagyon romos állapotba került, elvesztette műemlék jellegét és turisztikai jelentőségét.

## Leírása
A négyzetes alaprajzú várkastély előtt egy palánkkal kerített külső udvar húzódott, benne istállóval. Valószínűleg eredetileg két sarokpavilonnal tervezték. Az épületet szárazárok vette körül, a rajta lévő fahídon lehetett a belső udvarba jutni. A főépület leereszthető fahídon és fakapun át volt elérhető.  A börtön és a porkolábok háza után falépcső vezetett a tornácra, ahonnan az ebédlő palota, az úr, az asszony és a leányok házához lehetett jutni.